# Tierra de Cobeta
La Tierra de Cobeta fue una región del Reino de Castilla, que tuvo vigencia desde el siglo XII hasta el siglo XIX. Con el nombre de Partido de Cobeta formaba parte de la Intendencia de Soria, en la región española de Castilla la Vieja, hoy comunidad autónoma de Castilla y León.
Después de 1833 con la nueva división provincial proyectada por Javier de Burgos, Cobeta, así como algunos territorios adyacentes, dejan de pertenecer a la jurisdicción de Soria para incluirse en la provincia de Guadalajara y por ende hoy día a Castilla-La Mancha.

## Toponimia e historia
El señorío laico sobre la Olmeda de Cobeta, Villar de Cobeta y Cobeta, se inicia en el año 1445, cuando Enrique IV, siendo todavía príncipe de Asturias, concede a Iñigo López del Tovar estos tres lugares como compensación por una donación fallida anterior, que se componía del castillo de Fuentelsaz y los lugares de Corduente, Ventosa, Teroleja y La Serna de la Solana. Puesto que los tres pueblos de la tierra de Cobeta pertenecían al monasterio de Buenafuente de Sistal desde fines del siglo XIII, esta comunidad de monjas se opuso trontalmente a la donación aunque sin obtener resultados positivos, pues Fernando el Católico confirma la donación hecha por su cuñado en 1479.

## Lugares que comprendía
En el Libro de los Millones, la Tierra de Cobeta contaba como centro la villa de Cobeta y las 2 aldeas siguientes, con jurisdicción de señorío. Entre paréntesis figura el municipio al que pertenecen.
- Cobeta.
- La Olmeda.
- El Villar.